# Королівська вища музична школа в Стокгольмі

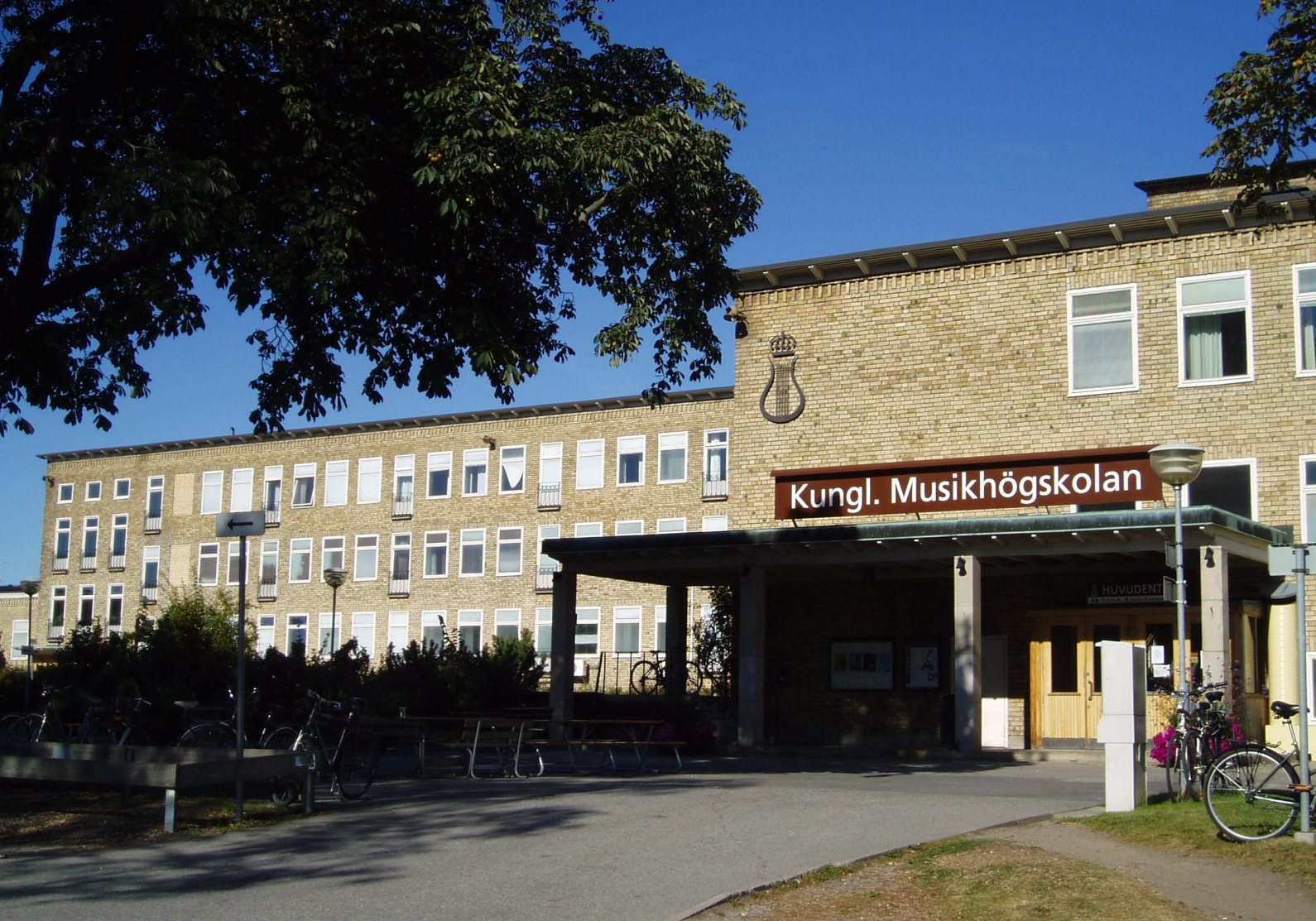
Центральний вхід

Королівська вища музична школа в Стокгольмі (швед. Kungliga Musikhögskolan i Stockholm) — музичний вищий навчальний заклад в Стокгольмі.
Вища школа була заснована в 1771 році і є однією з найстаріших вищих музичних шкіл в світі. Раніше вона була відома як Королівська музична академічна консерваторія, назва, яка як і раніше використовується багатьма як псевдонім.
Вища школа готує професійних викладачів музики, церковних музикантів, теоретиків, композиторів, диригентів, інструменталістів та інших.

## Факультети[8]
- Факультет класичної музики
- Факультет народної музики
- Факультет джазу і афроамериканської музики
- Факультет музики і мультимедійних технологій
- Факультет композиції і диригування
- Факультет музики, педагогіки і соціології

## Ректори
- 2006 — Юганнес Юганссон (швед. Johannes Johansson) композитор
- 2000–2006 — Гунілла фон Бар (швед. Gunilla von Bahr) флейта
- 1993–2000 — Йоран Мальмгрен  (швед. Göran Malmgren)
- 1987–1993 — Гуннар Букт (швед. Gunnar Bucht композитор_

...
- 1905–1910 — Оскар Буландер, піаніст

## Відомі випускники
- Тур Аулін (1866–1914) — композитор і диригент
- Вільгельм Петерсон-Бергер (1867–1942) — композитор і музичний критик
- Гуго Альвен (1872–1960) — композитор, диригент, скрипаль і художник
- Отто Ульсон (1879–1964) — органіст і композитор, з 1908 року — викладач цієї школи, з 1924 року — професор
- Аллан Петтерсон (1911–1980) — альтист, скрипаль і композитор
- Арне Меллнес (1933–2002) — композитор
- Герберт Бломстедт (нар. 1927) — диригент
- Даніель Бертц (нар. 1943) — композитор
- Стаффан Скей (нар. 1950) — піаніст
- Крістіан Ліндберг (нар. 1958) — тромбоніст, композитор і диригент
- Фредрік Сікстен (нар. 1962) — органіст, диригент і композитор
- King Diamond (нар. 1956) — вокаліст, композитор (закінчив скрипковий відділення)
- Всі учасники шведської а-капельної групи The Real Group.